# Ceratocnemum rapistroides
Ceratocnemum rapistroides är en korsblommig växtart som beskrevs av Ernest Saint-Charles Cosson och Benedict Balansa. Ceratocnemum rapistroides ingår i släktet Ceratocnemum och familjen korsblommiga växter. Inga underarter finns listade i Catalogue of Life.